# Явленский, Дмитрий Георгиевич
Дмитрий Григорьевич Явленский (1866—?) — российский государственный  деятель, действительный статский советник (1910). Акмолинский, Псковский и  Могилёвский губернатор.

## Биография
Сын гусарского полковника Егора Никифоровича Явленского (1826—1885) и его второй жены Александры Петровны, урождённой Медведевой, наследницы имения Кузлово в Вышневолоцком уезде; братья — генерал-майор С. Г. Явленский и художник А. Г. Явленский.
В службе с 1884 года, с 1886 года после окончания Московского кадетского корпуса и Киевского военного училища произведён в офицеры. До 1913 года чиновник Министерства внутренних дел в Ярославской губернии и в Московской губернии.
В 1910 году произведён в действительные статские советники. С 1913 года заведующий канцелярией Степного генерал-губернатора.
С 1915 года назначен акмолинским губернатором. С 1916 года псковский губернатор. С 1916 по 1917 годы последний могилёвский губернатор, в это время в Могилёве находилась Ставка Верховного главнокомандующего во главе с императором Николаем II.